# Helicteres microcarpa
Helicteres microcarpa är en malvaväxtart som beskrevs av Johan Baptist Spanoghe. Helicteres microcarpa ingår i släktet Helicteres och familjen malvaväxter. Inga underarter finns listade i Catalogue of Life.